# 高林屯种畜场
高林屯种畜场，是中国内蒙古自治区通辽市科尔沁区下辖的一个类似乡级单位。

## 行政区划
高林屯种畜场共辖以下地区：一分场、二分场、三分场、四分场、五分场、六分场和七分场。